# 広済堂ホールディングス
株式会社広済堂ホールディングス（英: KOSAIDO Holdings Co.,Ltd.）は、東京都港区に本社を置く印刷事業をグループの中核事業とする日本の企業。印刷、フリーペーパー（Workin仙台版など）を展開している。
2021年10月1日、持株会社体制に移行し、株式会社廣済堂から商号変更した。

## 沿革

### 旧廣済堂印刷（東京事業部）
- 1949年 - 桜井義晃が、廣済堂印刷株式会社の母体となる「桜井謄写堂」を創業。
- 1954年 - 法人化し、有限会社桜井廣済堂を設立。
- 1962年 - 株式会社桜井廣済堂に改組。
- 1970年 - 書籍事業を分社化し、株式会社廣済堂出版を設立。
- 1972年 - 廣済堂印刷株式会社と社名を改める。
- 1978年 - 関東クラウン工業株式会社と対等合併し、廣済堂クラウン株式会社と社名を改める。
- 1981年 - 株式会社廣済堂と社名を改める。
- 1985年 ‐ 東京都内の葬祭場を運営する東京博善株式会社への経営支援を開始。
- 1991年 - 新聞印刷事業を分社化し、廣済堂新聞印刷株式会社を設立。
- 1992年 - 廣済堂印刷株式会社に社名を戻す。
- 1994年 ‐ 東京博善の株式を取得し、子会社とする。

### 旧関西廣済堂（大阪事業部）
- 1957年 - 桜井廣済堂の大阪支店として創業。
- 1962年 - 法人として株式会社関西櫻井廣済堂を設立。
- 1972年 - 関西廣済堂印刷株式会社と社名を改める。
- 1975年 - 株式会社関西廣済堂と社名を改める。
- 1977年 - 子会社として株式会社製版センター（後の廣済堂製版センター）設立。岡山廣済堂設立。
- 1990年 - 岡山廣済堂を吸収合併（存続は関西廣済堂）。

### 東西合併・株式会社廣済堂
- 1999年 - 廣済堂印刷株式会社と株式会社関西廣済堂が合併し、株式会社廣済堂に社名を改める（存続会社は廣済堂印刷株式会社）。
- 2002年 - 廣済堂新聞印刷を吸収合併。
- 2008年
  - 札幌廣済堂印刷、廣済堂製版センターを吸収合併。
  - 10月1日 - 廣済堂出版と暁教育図書株式会社が合併、当社100%出資の廣済堂あかつき株式会社となる。
- 2010年 - 北海道アルバイト情報社、アルバイトタイムス、雇用促進事業会と共同で求人検索サイト「47都道府県求人サイト」をオープン。
- 2011年
  - 4月 - 北越パッケージとの合弁で中国に威海廣済堂北越包装有限公司（現・威海廣済堂京友包装有限公司）を設立。
  - 10月 - 廣済堂あかつきの会社分割により、株式会社廣済堂出版（資本金：1億円）を設立。
- 2017年
  - 4月1日 - 廣済堂ビジネスサポートが株式会社テイクワンを吸収合併した。
  - 8月1日 - 医療情報基盤の全株式をフリービットに売却した[4]。
- 2019年 - 廣済堂出版の全株式および債権を国内の個人に譲渡。
- 2020年3月 – 東京博善の株式併合により、同社を完全子会社化する。
- 2020年6月8日 - 株式会社トムソンナショナルカントリー倶楽部の全株式を国内の法人に対して譲渡した[5]。
- 2021年5月 - 廣済堂あかつきの全保有株式を譲渡[6]。

### 株式会社広済堂ホールディングス
- 2021年10月1日 ‐ 会社分割による持株会社体制へ移行。新たに株式会社広済堂ホールディングスとして情報ソリューション事業を100%子会社の株式会社広済堂ネクストに、人材サービス事業は同じく100%子会社の株式会社広済堂HRソリューションズにそれぞれ継承[7]。

## 創業者
創業者・櫻井義晃 (1921-2004、本名・文雄)は、京都府生まれ。京都市立四条商業学校卒業後さまざまな職を経て1949年に櫻井謄寫堂（後の廣済堂）を創業した。岸信介、栗原祐幸などの政治家の著作や伝記を刊行。児玉誉士夫や小佐野賢治らと人脈を築き、暴力団など幅広い人脈を持ち、さまざまな経済事件に関わりフィクサーと言われた。。
1970年代には企業買収を繰り返して業態を拡げ、クラウンライターライオンズのスポンサーも務めるなどし、80年代には国内外でゴルフ場を展開、1983年には東京博善の筆頭株主となり、代表取締役会長に就任、1994年に同社を廣済堂の子会社とした。シュバリエ勲章受勲（1962年）、全日本謄写印刷業連盟7代会長（1963年-1964年）。

## グループ企業

### エンディング関連事業
- 東京博善株式会社（23区内で火葬場・斎場を運営。100%出資）
- 株式会社広済堂ライフウェル
- 株式会社グランセレモ東京
- 東京博善あんしんサポート株式会社
- 広済堂ファイナンス

### 情報ソリューション事業
- 株式会社広済堂ネクスト（100%出資）
- 威海廣済堂包装有限公司（本社：中国山東省栄成市）
- x-climb株式会社

### 人材サービス事業
- 株式会社広済堂ビジネスサポート（100%出資）
- 株式会社キャリアステーション
- 株式会社ファインズ
- KOSAIDO HR VIETNAM CO.,LTD.

### 過去のグループ企業
- 廣済堂あかつき株式会社
- 株式会社廣済堂出版
- 株式会社廣済堂プロダクション
- 株式会社医療情報基盤
- 株式会社トムソンナショナルカントリー倶楽部

### 過去の出版物
- RAM

パソコン雑誌（当時はマイコンと言った）。現在は休刊。
- ネットマネー

投資専門誌。月刊。2010年12月号から発行・発売元をフジサンケイグループ各社へ移行後、2017年11月号をもって休刊。
- SHIZENCLUB

東北地方を対象に発行していた釣り専門の月刊誌。2007年3月号より休刊しており、同年12月よりウェブ媒体にてウェブマガジンとして展開。また、1990年代中頃には、ルアー釣り専門誌のLURE FREAKも発行していた。自然倶楽部休刊以降も自然倶楽部編集部の出版するトラウト専門の釣り雑誌である Troutist を発売していたが、2008年8月発売の23号をもって休刊となった。自然倶楽部編集部も解散となったが、現在はつり人社より鱒の森というTroutistの後継雑誌を執筆している。
- 釣りサンデー

西日本エリアで発行していた釣りの専門月刊誌。2008年4月号から休刊し、ウェブ媒体にてウェブマガジンとして展開していた。
- ぱど仙台版、くるマッチ